# اتحادیه فوتبال آرژانتین
اتحادیه فوتبال آرژانتین (به اسپانیایی: Asociación del Fútbol Argentino) سازمان حاکم بر فوتبال آرژانتین است. این سازمان در سال ۱۸۹۳ در بوئنوس آیرس، پایتخت آرژانتین، بنیان‌گذاری شد.